# Димитр Петков
Димитр Николов Петков (болг. Димитър Петков) (2 листопада 1858 — 11 березня 1907) — болгарський громадський та політичний діяч, лідер Народно-ліберальної партії, прем'єр-міністр країни з 5 листопада 1906 до свого убивства в Софії наступного року.

## Біографія
Був ветераном російсько-турецької війни 1877—1878 років, воював у лавах Російської імпероторської армії під час оборони Шипкою, де втратив руку.
Упродовж п'яти років (1888—1893) Петков займав пост мера Софії.
Після смерті Стефана Стамболова 1895 року Петков став лідером Народно-ліберальної партії, цю посаду він обіймав до самої своєї смерті, коли його замінив Нікола Генадієв. Партія Петкова мала сформувати кабінет 1903 року після усунення Стояна Данева, проте Фердинанд I Кобург призначив безпартійного прем'єра, свого близького друга Рачо Петрова, замість Петкова. 1906 року він все ж очолив власний кабінет, проте його врядування було нетривалим. Петкова було вбито за кілька місяців у Софії.
Його син Нікола Петков також був політичним діячем у повоєнній Болгарії, поки не був засуджений до страти 1947 року.